# Castilleja de la Cuesta
Pour l’article homonyme, voir Castilleja (homonymie).
Castilleja de la Cuesta est une commune située dans la province de Séville de la communauté autonome d’Andalousie en Espagne. C'est dans cette ville que meurt pauvre et oublié, le conquistador Hernàn Cortès

## Administration
| Période                                  | Période          | Identité             | Étiquette   | Qualité |
| ---------------------------------------- | ---------------- | -------------------- | ----------- | ------- |
| 21 avril 1979                            | 24 mai 1983      | Julián Salguero      | Indépendant |         |
| 24 mai 1983                              | 8 mai 1997       | Francisco Carrero    | PSOE        |         |
| 29 mai 1997                              | 3 septembre 2008 | Carmen Tovar         | PSOE        |         |
| 6 septembre 2008                         | 13 juin 2015     | Manuel Benitez Ortiz | PSOE        |         |
| 13 juin 2015                             | en fonction      | Carmen Herrera       | PSOE        |         |
| Les données manquantes sont à compléter. |                  |                      |             |         |

## Économie
On fabrique à Castilleja de la Cuesta des Tortas de Aceite largement distribuées en Espagne.

## Sources
- (es) Cet article est partiellement ou en totalité issu de l’article de Wikipédia en espagnol intitulé « Castilleja de la Cuesta » (voir la liste des auteurs).